# Dialecto de Mánchester
El mancuniano (“Mancunian” o “Manc”) es un dialecto que se habla en gran parte de Mánchester, en el noroeste de Inglaterra y en sus alrededores. El término también se utiliza como gentilicio para los habitantes de esta ciudad. se describe como "nasal" así como "eufónico". Asimismo, fue votado como el más sexy de Inglaterra y también se dice que es uno de los acentos más cautivadores y agradables del Reino Unido.
En un mapa de los acentos de la ciudad, producido por la Universidad Metropolitana de Mánchester, se emplearon adjetivos como "bruto", "diverso", "común" e incluso "vulgar" para describir los acentos de Mánchester y Salford.
Al parecer, el dialecto mancuniano del inglés británico ha cambiado la forma de hablar de los habitantes de otras regiones del Reino Unido, debido a la inﬂuencia de series de televisión como Coronation Street, y bandas de rock como Oasis y The Stone Roses, todos ellos con un marcado acento de Mánchester.

## Historia
Mánchester fue la cuna de la Revolución Industrial y a principios del siglo XVIII tenía una población de aproximadamente 10.000 habitantes, la cual aumentó hasta los 700.000 a comienzos del XX.
La ciudad recibió inmigrantes de muchos países, sobre todo de Irlanda y otras áreas del Reino Unido, también de Europa y más tarde, de la India y del Caribe. Se dice que hoy en día Mánchester es la segunda ciudad con mayor número de políglotas del Reino Unido (después de Londres), lo que ha creado un crisol de lenguas, dialectos y acentos.
Los dialectos de Mánchester y Lancashire, que en su día fueron fonética y fonológicamente similares, se han separado en la actualidad, quizá debido a la evolución y al carácter cosmopolita de la ciudad, con una gran diversidad de grupos de inmigrantes. Se cree que Salford, ciudad vecina de Mánchester, inﬂuyó signiﬁcativamente en el dialecto mancuniano, lo que explica aún más la creación y la aparición de un acento muy diferente al de otras ciudades cercanas.

## Dialecto
El habla en Mánchester se consideró parte del dialecto de Lancashire hasta principios del siglo XX, momento en el que pasó a clasiﬁcarse como un dialecto independiente, quizá debido a la evolución y cosmopolitismo de la ciudad. Muchas de las características propias del dialecto tradicional han desaparecido en dicha ciudad. Peter Trudgill en su libro, The Dialects of England, lo clasiﬁcó como parte de la región dialectal "Northwest Midlands".
El fonetista británico John C. Wells puntualiza ciertos aspectos acerca del dialecto de Mánchester, el cual describe como "extremadamente similar" al de Leeds, ciudad que se encuentra a 82 kilómetros de Mánchester.
La aﬁrmación de que los acentos y dialectos son similares a los de las ciudades y pueblos cercanos ha suscitado un cierto rechazo en la ciudad. Existen cuatro dialectos distintos denominados como "Manc", "Posh", "Lancashire" y "Wigan", lo que indica que se han desarrollado un acento y un dialecto mancunianos distintos incluso dentro de la localidad de Gran Mánchester.

## Ámbito geográﬁco
La famosa nasalización mancuniana es típica de áreas del centro y colindantes como Salford, mientras que las zonas septentrionales se asocian más con el acento tradicional de Lancashire. El término despectivo "yonner" (de la expresión ‘up yonder’, que signiﬁca ‘allí’ o ‘allá’) se utilizaba originalmente para describir a los habitantes de Oldham y Rochdale, que hablaban con un marcado acento de Lancashire. Ahora se utiliza a menudo para describir a cualquier persona de los barrios del norte de Gran Mánchester que hable con dicho acento. 
Davy Jones, de "The Monkees", o el actor John Henshaw, son claros ejemplos de dicho acento. Morrissey, criado en Stretford, como muchos mancunianos de origen irlandés, tiene un acento local con un marcado toque irlandés, heredado de sus padres. El acento mancuniano se escucha cada vez más en series ambientadas en la zona, como por ejemplo Shameless o The Royle Family.

## Fonología
Este dialecto se distingue de muchos otros del norte de Inglaterra. Una característica importante de este es la sobre enunciación de los sonidos vocálicos en comparación con los sonidos aplanados de las áreas vecinas. Es posiblemente resultado de la inﬂuencia de los inmigrantes irlandeses que llegaron durante la Revolución Industrial lo que ha afectado al acento de la ciudad. Recientes investigaciones han demostrado que el fonema /t/ se realiza frecuentemente como una oclusiva glotal en lugar de una plosiva alveolar con refuerzo glotal, en un proceso conocido como glotalización de la /t/.
Es frecuente que los mancunianos omitan el fonema /h/ a inicio de palabra, por ejemplo, al pronunciar head como [ɛd] en lugar de [hɛd] (una característica más habitual entre las clases trabajadoras). Por otra parte, el proceso conocido como Th-fronting, es un proceso que consiste en pronunciar las fricativas dentales /θ, ð/ como labiodentales [f, v]. Por ejemplo, pronunciar three y free como /fri:/ también es un rasgo propio de Mánchester, en especial entre los hablantes más jóvenes y las personas pertenecientes a clases trabajadoras.
Otro aspecto notable de la fonología del inglés de Mánchester es la retención de [ɡ] después de [ŋ] (donde se ha perdido en casi todas las demás variedades modernas del inglés), de tal manera que las palabras singer y ﬁnger riman para los hablantes de Mánchester, teniendo ambas un grupo medial [ŋɡ].
Como todos los acentos del norte de Inglaterra, los mancunianos no distinguen entre las vocales de las palabras STRUT y FOOT o TRAP y BATH. Esto signiﬁca que but y put son rimas, al igual que gas y glass (esto no se da en el sur de Inglaterra).

## Vocabulario
A continuación, se muestran algunas de las palabras, frases y expresiones más característicos del mancuniano (aunque no son utilizados por toda la población).
- hanging: desagradable, asqueroso (e.g 'Karl is hangin': Karl es 'asqueroso').
- buzzing: extremadamente feliz.
- dead: marcador de énfasis (p. ej.: 'dead busy' (muy ocupado) y 'dead friendly' (muy amable)).
- the dibble: referido a la policía.
- gaff: lugar de residencia, casa o apartamento.
- muppet: bobo, tonto (si tiene una tono más de broma), idiota
- nowt: nada (p.ej.: ‘I have nowt to worry about’ (‘no tengo que preocuparme de nada')).
- our kid: término cariñoso para referirse a un hermano o alguien cercano.
- owt: cualquier cosa (p.ej.: ‘I don’t want owt’ (‘no quiero nada’)).
- safe: llevarse bien con alguien. También utilizado con el signiﬁcado de ‘okay’ y como saludo.
- sayin(g): contracción de 'what are you saying?'' (¿qué estás diciendo?). A día de hoy se utiliza como fórmula de saludo, en el sentido de ‘what are you up to?’ (¿qué pasa?).
- scran: comida (también utilizado en Liverpool, Glasgow y Newcastle).
- sorted: bien/ arreglado (algo con lo que ya se ha lidiado).
- sound: okay, correcto, conﬁable.